# Bernard Ilunga Kayombo
Bernard Ilunga tshiyombo est un prêtre, écrivain et philosophe rwandais né en 1966.

## Biographie
Bernard Ilunga Kayombo est né en 1966 à Lubumbashi, dans la province du Katanga. Vers l’âge de 20 ans, il décide de se consacrer à Dieu et c’est ainsi qu’il entre dans la congrégation des salésiens de Don Bosco pour étudier la philosophie et la théologie. Après avoir été ordonné prêtre en 1996, il part à Rome pour étudier la philosophie à l'université pontificale grégorienne où il décrochera un doctorat. De retour au Congo, il partage son temps entre l’écriture, l’enseignement et sa fonction d'écrivain. Il est actuellement curé de paroisse, dans une des banlieues de la ville de Lubumbashi et enseigne la philosophie à l’université de Lubumbashi. Il dirige également la rédaction de la revue des salésiens Don Bosco (Afrique Centrale).

## Publications

### Romans
- Contre vents et marées, Kinshasa, Médiaspaul, 1996
- Pleure ô pays, ou Les naufragés de l’histoire, Paris, L’Harmattan, 1997[1].
- Quand les enfants crient misère, Kinshasa-Limete, Médiaspaul, 1997.

### Récits et nouvelles
- Trois femmes dans la tourmente, Kinshasa-Limete, Médiaspaul, 1996.

### Essais
- Les chemins de la liberté, Lubumbashi, Don Bosco, 2000.
- Que les meilleurs s’en aillent, Lubumbashi, Éditions de l’Espoir, 2001.
- Avance dans les eaux profondes de la charité (Méditations), Lubumbashi, Éditions de l’Espoir, 2001.
- Vivre et aimer au milieu des rumeurs, Lubumbashi, Éd. de l’Espoir, 2004.
- L’excellence de l’homme. Essai sur l’éthique de Paul Ricœur, Essai philosophique, Lubumbashi, Ed. de l’Espoir, 2004.
- Paul Ricœur : de l’attestation de soi, Paris, L’Harmattan, 2005.

### Essais et études sur les œuvres de l'auteur
- L'étude de l’énonciation dans "CONTRE VENTS ET MAREES", Thèse de licence, Université de Lubumbashi année 2000-2001, par LUMBU-SHINDANO[2].